# Bisbat de Tibica
El bisbat de Tibica (llatí: Dioecesis Thibicensis) és una seu suprimida i seu titular de l'Església catòlica.

## Història
Tibica, identificable com Bir-Magra, a l'actual Tunísia, és una antiga seu episcopal de la província romana de l'Àfrica Proconsular, sufragània de l'arquebisbat de Cartago.
L'únic bisbe atribuïble a aquesta diòcesi és Pau, episcopus Tabucensis, que prengué part al concili antimonotelita del 646.
Avui Tibica sobreviu com a seu episcopal titular.

## Cronologia episcopal
- Pau ? † (citat el 646)

## Cronologia de bisbes titulars
- Joseph Kiwánuka, M.Afr. † (25 de maig de 1939 - 25 de març de 1953 nomenat bisbe de Masaka)
- Eugênio de Araújo Sales † (1 de juny de 1954 - 29 d'octubre de 1968 nomenat arquebisbe de San Salvador de Bahia)
- Lajos Kada † (20 de juny de 1975 - 26 de novembre de 2001 mort)
- José Luis Escobar Alas (19 de gener de 2002 - 4 de juny de 2005 nomenat bisbe de San Vicente)
- Ramón Alfredo Dus (5 d'agost de 2005 - 26 de març de 2008 nomenat bisbe de Reconquista)
- Lluís Francesc Ladaria Ferrer, S.J., (9 de juliol de 2008 - 28 de juny de 2018 nomenat cardenal diaca de Sant'Ignazio di Loyola a Campo Marzio)
- Philippe Marsset, des del 18 de maig de 2019